# Lista de transmissoras do Campeonato Brasileiro de Futebol
Os direitos de transmissão dos jogos do Campeonato Brasileiro de Futebol pela televisão são os direitos mais lucrativos e valorizados de qualquer esporte brasileiro e por uma razão lógica, já que o futebol é o esporte mais popular do país. As primeiras emissoras a transmitirem o Campeonato Brasileiro foram a Rede Tupi e a TV Cultura, em 1971. A maioria das partidas eram transmitidas horas depois de ocorrerem, através de videoteipe. As emissoras priorizavam as partidas das fases finais do Campeonato para serem exibidas ao vivo, mediante a liberação para o mesmo local em que elas ocorriam.
Atualmente, os direitos de transmissão pertencem ao Grupo Globo (TV Globo, SporTV e Premiere).

## História

### Início das transmissões (1970—1979)
A televisão brasileira começou a dar destaque ao futebol profissional logo após o início da Ditadura militar brasileira, com a televisão sendo um dos principais meios que o governo utilizou para manutenção da ordem, investindo milhões de dólares para que o Brasil tivesse transmissão a cores e ao vivo, via satélite, da Copa do Mundo FIFA de 1970, no México. As primeiras emissoras a transmitirem o Campeonato Brasileiro foram a Rede Tupi e a TV Cultura, em 1971. A maioria das partidas eram transmitidas horas depois de ocorrerem, através de videoteipe. As emissoras priorizavam as partidas das fases finais do Campeonato para serem exibidas ao vivo, mediante a liberação para o mesmo local em que elas ocorriam. Ao longo da década de 1970, a divisão dos direitos de transmissão foi democrática, com sete emissoras diferentes compartilhando os direitos: Rede Tupi (1971—1975), TV Cultura (1971—1976), TV Gazeta (1973—1975), TVE Brasil (1975—1976), Rede Bandeirantes (a partir de 1976), RecordTV (a partir de 1979) e TV Globo (a partir de 1976). Os direitos eram negociados de forma conjunta através de uma prática conhecida como "pool", onde eram divididos os custos de compra e de operação entre as emissoras. Na época, as cinco emissoras abertas de televisão no Brasil exibiam as partidas de futebol, dando opções aos espectadores e disputando a audiência.

### Criação do Clube dos 13 (1980—1989)
No entanto, a partir da edição de 1986, o modelo de negociação mudou repentinamente, após uma ruptura do "pool" de emissoras. A partir das fases finais, três emissoras comerciais (Band, Globo e Manchete) negociaram individualmente com as equipes classificadas. As propostas foram recusadas as partidas das oitavas e quartas de final foram exibidas apenas em compactos na TV Cultura. Para as semifinais, Band, Globo e Manchete conseguiram adquirir os direitos de transmitir apenas os jogos da volta. Para a final, as negociações foram mais endurecidas para um novo "pool" formado entre Band, Globo e RecordTV, e as duas equipes finalistas, São Paulo e Guarani, exigiram o pagamento da quantia de 3 milhões de cruzados para a transmissão dos jogos. Sabendo de tal condição, a Manchete ofereceu 4 milhões e adquiriu, com exclusividade e pela primeira vez na história do Campeonato Brasileiro, a transmissão daquela final. A partir daí, o modelo de negociações mudou definitivamente.
Em 11 de julho de 1987 foi criado o Clube dos 13, organização formada para defender os interesses políticos e comerciais de 13 clubes de futebol do Brasil. O primeiro contrato de televisão negociado pelo Clube dos 13 junto à Globo foi em 1987, e que idealizou a organização do módulo verde do campeonato daquele ano, também conhecido como Copa União. Os direitos televisivos foram vendidos por US$ 3,4 milhões. Nesse ano, foi o SBT que transmitiu a partida final com o Guarani novamente na decisão, dessa vez, contra o Sport na Ilha do Retiro, já que a Globo também não considerou o cruzamento entre os clubes dos módulos verde e amarelo.

### Domínio da TV Globo (1990—1999)
Em 1990 e 1991, apenas a Rede Bandeirantes adquiriu os direitos de transmissão. A edição de 1990 marcou o primeiro título brasileiro do Corinthians, segunda equipe mais popular do país, e chamou a atenção da mídia e do público, com destaque a partida final, que registrou um Ibope de 53 pontos na Grande São Paulo. Mesmo assim, a Globo só passou a priorizar a competição a partir da edição de 1992 com o título do Flamengo. A transmissão das edições de 1994, 1995 e 1996 foram negociadas por US$ 31,4 milhões.
Em 1997 passou a ser restrita a transmissão dos jogos ao vivo em cidades onde eram realizadas as partidas (com exceção da fase final). No mesmo ano, o Clube dos 13 fechou mais um contrato com a Globo como detentora dos direitos televisivos do Brasileirão por US$ 50 milhões (valor que incluiu também as edições de 1998 e 1999), sendo que a própria resolve dividir os direitos com a Band durante esse período. A edição de 1997 foi a primeira a ser exibida no sistema de pay-per-view, através do Premiere, além de ser a primeira a ter jogos transmitidos para a televisão por assinatura, através do SporTV, após o Clube dos 13 ter assinado um controverso contrato com a Globosat. Anteriormente, em 1993, a TVA/Editora Abril assinou um contrato que garantia a exibição das partidas para a televisão por assinatura entre 1997 e 2001 para o seu canal, a ESPN Brasil. No entanto, o acordo foi desfeito após a proposta da Globo ser muito superior ao oferecido, garantindo, assim, a exibição dos jogos para a SporTV.

### Valorização dos contratos de transmissão (2000—2009)
| Grupo | 1                                              | 2      | 3                                                             | 4                                                         |
| ----- | ---------------------------------------------- | ------ | ------------------------------------------------------------- | --------------------------------------------------------- |
| Times | Corinthians Flamengo Palmeiras São Paulo Vasco | Santos | Atlético-MG Botafogo Cruzeiro Fluminense Grêmio Internacional | Atlético-PR Bahia Coritiba Goias Portuguesa Sport Vitória |

Em 2000, apenas a Globo transmitiu a Copa João Havelange, em contrato negociado por US$ 50 milhões. No entanto, a segunda partida da final da competição ocorreu em 2001, entre Vasco e São Caetano, e protagonizou algo bem incomum: a equipe cruzmaltina foi a campo estampando a logomarca do SBT em seu uniforme, segunda maior emissora de televisão do país naquela época, como forma de provocação a Globo, a qual o presidente Eurico Miranda responsabilizava pela suspensão do segundo jogo decisivo em São Januário. A situação foi embaraçosa para emissora, já que a partida teve um público estimado em 60 milhões de telespectadores. Apesar do número elevado, esta edição foi marcada pela baixa audiência, que fez com que a Globo cancelasse a exibição de algumas partidas.
Em 2001, o Clube dos 13 dividiu os clubes em quatro grupos para definir as quotas de transmissão. No ano seguinte, a Globo revendeu os direitos de transmissão a Record, que manteve a parceria por quatro anos. Em 2003, quando ocorreu a primeira edição disputada por pontos corridos, o valor foi ampliado por um montante considerável, superando pela primeira vez os três dígitos. O contrato foi assinado novamente pela Globo com valor de US$ 130 milhões por ano, sendo renovado em 2005 por US$ 300 milhões, válido para triênio 2005-2008.
A partir de 2009, uma negociação mais democrática passou a ser exigida pelos meios de comunicação. Pela primeira vez, os direitos foram abertos em licitação para a comercialização da transmissão do Campeonato Brasileiro. Todos os veículos foram convidados a apresentarem propostas para pacotes de televisão aberta e por assinatura, PPV, internet e transmissão para o exterior. A Globo firmou o maior contrato da história do futebol brasileiro até a época por R$ 1,4 bilhão nas edições de 2009, 2010 e 2011. Ao final deste contrato, a maioria dos membros do Clube dos 13 indicaram que iriam negociar os direitos de transmissão independentemente.

### Extinção do Clube dos 13 e negociações individuais (2010—2019)
| Grupo | 1                    | 2                                | 3                                                             | 4                        |
| ----- | -------------------- | -------------------------------- | ------------------------------------------------------------- | ------------------------ |
| Times | Corinthians Flamengo | Palmeiras São Paulo Vasco Santos | Atlético-MG Botafogo Cruzeiro Fluminense Grêmio Internacional | Demais clubes da Série A |

No dia 23 de fevereiro, o Corinthians requereu sua desfiliação do Clube dos 13 por não concordar com a forma em que a entidade estava negociando os direitos de transmissão do Campeonato Brasileiro para os anos de 2012, 2013 e 2014 com os diversos meios de comunicação interessados. O mesmo caminho foi seguido pelo Botafogo no dia 25 de março. Anteriormente, o clube, junto com Flamengo, Fluminense e Vasco, já haviam anunciado que negociariam seus direitos de transmissão diretamente, sem mediação do Clube dos 13, posição seguida posteriormente também por Coritiba, Cruzeiro, Vitória, Santos, Goiás, Sport e Bahia.
Em 2012, o contrato dos clubes foram divididos em quatro grupos: Flamengo e Corinthians recebendo de 84 a 120 milhões de reais; São Paulo, Palmeiras, Santos e Vasco recebendo de 70 a 80 milhões de reais; Internacional, Grêmio, Cruzeiro, Atlético Mineiro, Fluminense e Botafogo recebendo de 45 a 55 milhões de reais; e os demais clubes da primeira divisão recebendo de 18 a 30 milhões de reais.
Em 2013, o SporTV concedeu a Fox Sports o direito de transmitir, em videoteipe as partidas da competição, além de jogos da Copa do Brasil, ao vivo.
Em 2016, a Band deixou de transmitir em parceria com a Globo a competição após 7 anos na TV aberta. Além disso, o canal Esporte Interativo, do grupo Turner, fez negócio com Atlético-PR, Bahia, Ceará, Coritiba, Internacional, Joinville, Palmeiras, Paysandu, Sampaio Corrêa, Santos, Criciúma, Fortaleza, Paraná, Ponte Preta e Santa Cruz os direitos de transmissão da competição na televisão por assinatura para a competição entre 2019 e 2024 (com exceção do Internacional, que valia até 2020), se opondo ao canal SporTV.
Em 2018, a TV Globo desistiu de renovar os contratos sobre os direitos internacionais do Campeonato na negociação dos novos contratos em 2016. A emissora ficou com esses direitos e suas vendas apenas até 2018. O Esporte Interativo, que havia adquirido o direito sobre o jogos de 15 times encerra as transmissões. Contudo, os jogos destes times (quando estiveram disputando a Série A) foram exibidos pelo canal TNT.
Em 2019, o Palmeiras iniciou a competição somente com o contrato feito com a Turner. Até a quinta rodada, somente os jogos que o time paulista enfrentava outros times que possuíam contrato com a Turner tiveram transmissão na TV. A partir da sexta rodada, os jogos do alviverde passaram a ter transmissão também em TV Aberta e PPV, depois de chegar-se em um acordo com o Grupo Globo. O Athletico PR não fechou acordo para transmissão de seus jogos em PPV, se restringindo somente aos jogos transmitidos em TV Aberta ou contra times que também fecharam contrato com a Turner, para transmissão em TV Fechada.
Em setembro de 2021, a Turner anuncia a renuncia pelos direitos de transmissão do Brasileirão a partir de 2022, ficando os times com quem possuía contrato livres para assinar com outras emissoras. Os novos contratos já seriam regrados pela Lei do Mandante, no qual só o mandante possuí os direitos. Em outubro de 2021, o Grupo Globo anuncia o acordo com cinco clubes que possuíam contrato com a Turner para o triênio 2022/2023/2024 – Ceará, Coritiba, Fortaleza, Juventude e Santos. No mesmo mês, o Bahia foi outro dos clubes da Turner a assinar seu acordo com o Grupo Globo em TV paga. Já em dezembro, o Palmeiras foi mais um dos clubes da Turner a assinar o seu acordo com o Grupo Globo em TV paga para o mesmo triênio.
Em Maio de 2023, A TNT fechou um contrato com o Athletico PR para transmitir todos os jogos do clube em casa na competição, assim voltando a transmitir a competição depois do término da edição de 2021
A partir de 2025, A Record acertou com a Liga Forte União (LFU) os direitos de transmissão de jogos do Campeonato Brasileiro de futebol. Pelo acordo, a emissora irá transmitir um jogo por rodada. Ao todo, serão exibidas 38 partidas por ano do torneio nacional, incluindo jogos de todas as torcidas. Além da TV aberta, os jogos terão transmissão simultânea no R7.com e na RecordPlus, o streaming da emissora 
O Google anunciou nesta quarta-feira (9) um acordo histórico para transmitir no YouTube 38 jogos do Campeonato Brasileiro de 2025 a 2027. Os direitos foram adquiridos pela big tech junto à LFU (Liga Forte União), entidade que representa clubes como Corinthians, Vasco, Fluminense, Cruzeiro, Internacional e Botafogo. As transmissões serão realizadas pelo canal CazéTV.
O YouTube vai transmitir os mesmos jogos que a Record, que projeta 30 partidas às 18h30 dos domingos e outras oito às 20h das quartas. Além de Google e Record, a Amazon Prime Vídeo também adquiriu um pacote de 38 jogos exclusivos da LFU. Será a primeira vez que plataformas online vão dividir com a TV tradicional as transmissões do principal campeonato nacional.
A Globo por sua vez acertou os contratos para o Campeonato Brasileiro no ciclo 2025-2029 respectivamente com a LIBRA em maio de 2024 e a LFU em janeiro de 2025 tendo direito a transmitir 9 jogos dos dois blocos: 8 de forma exclusiva nas plataformas Globo (TV Globo, SporTV e Premiere) e 1 compartilhado com o YouTube (Cazé TV) e a Record, sendo exibido apenas no Premiere.
A LFU anunciou em 12 de agosto de 2025, a extensão dos contratos de transmissão do Campeonato Brasileiro com o YouTube (Cazé TV) e a Record por mais 2 temporadas indo até 2029, equiparando-se aos contratos com a Amazon e a Globo também com duração até o mesmo ano.

## Transmissão a partir de 2025

### Brasil[57]
| Emissora           | Plataforma            | Jogos |
| ------------------ | --------------------- | --- |
| TV Globo           | TV aberta             | De um a três jogos por semana com divisão de praças, transmitidos ao vivo nas noites de quarta-feira às 21h30 e aos domingos às 16h. |
| SporTV             | TV por assinatura     | Dois jogos por rodada entre os clubes que possui contrato, com transmissão simultânea do Premiere. Preferencialmente, o canal transmite as partidas de sábado à noite em resolução 4K e eventualmente também em outros dias com a mesma resolução. |
| Premiere           | Pay-per-view          | Nove partidas por rodada em pay-per-view, duas transmitidas simultaneamente com o SporTV. |
| Cazé TV            | streaming gratuito    | Transmitirá, a partir de 2025, por meio do YouTube, uma partida por rodada, em conjunto com a Record e o Premiere. |
| Amazon Prime Vídeo | streaming pago        | Transmitirá a partir de 2025, 38 jogos do campeonato, sendo 1 por rodada de forma exclusiva. |
| Record             | TV Aberta e Streaming | Transmitirá 38 jogos, sendo 1 por rodada em rede nacional a partir de 2025 aos domingos às 18h30 e às quartas às 19h30. |

#### Antigos
- TV Cultura (1971-1976 e 1986)
- TV Tupi (1971-1975)
- TV Gazeta (1973-1975)
- TVE Brasil (1975-1976)
- Rede Bandeirantes (1976-1986; 1989–1999; 2007–2015)
- Rede Furacão (2021-2024)
- RecordTV (1979-1983; 2002-2006 2025-Presente)
- Rede Manchete (1986* e 1989)
- SBT (1987*)

*Transmitiu a final com exclusividade

### Resto do Mundo
| País/Região          | Língua       | Transmissoras                          |
| -------------------- | ------------ | -------------------------------------- |
| Internacional        | Inglês       | Fanatiz                                |
| Internacional        | Espanhol     | Fanatiz                                |
| Internacional        | Português    | Fanatiz                                |
| Bósnia e Herzegovina | Bósnio       | Arena Sport                            |
| Croácia              | Croata       | Arena Sport                            |
| Montenegro           | Montenegrino | Arena Sport                            |
| Macedônia do Norte   | Macedônio    | Arena Sport                            |
| Sérvia               | Sérvio       | Arena Sport                            |
| Eslovênia            | Esloveno     | Arena Sport                            |
| Portugal             | Português    | Canal 11                               |
| República da Irlanda | Inglês       | FreeSports                             |
| Reino Unido          | Inglês       | FreeSports                             |
| Canadá               | Inglês       | OneSoccer                              |
| Estados Unidos       | Inglês       | Paramount+, Vix (serviço de streaming) |
| Estados Unidos       | Espanhol     | Paramount+, Vix (serviço de streaming) |
| China                | Chinês       | PPTV                                   |
| Itália               | Italiano     | Sportitalia                            |
| Áustria              | Alemão       | Sportdigital                           |
| Alemanha             | Alemão       | Sportdigital                           |
| Suíça                | Alemão       | Sportdigital                           |
| Israel               | Hebraico     | Channel 1                              |
| Chipre               | Grego        | Cablenet Sports 1                      |
| Espanha              | Espanhol     | Movistar Plus+                         |